# Zhenxi, Chongqing
Zhenxi (kinesiska: 珍溪) är en köping i sydvästra Kina. Den ligger i stadsdistriktet Fuling i storstadsområdet Chongqing, omkring 94 kilometer nordost om det centrala stadsdistriktet Yuzhong. Antalet invånare är 50 017. Befolkningen består av 25 381 kvinnor och 24 636 män. Barn under 15 år utgör 21,0 %, vuxna 15-64 år 62 %, och äldre över 65 år 16,0 %.